# Wolfgang Schlüter (Maler)
Wolfgang Schlüter (* 5. Juni 1942 in Rostock; † 13. Dezember 2019 in Ribnitz-Damgarten) war ein deutscher Maler und Schmuckgestalter.

## Leben und Werk
Schlüter hatte schon als Kind großes Interesse an der Malerei und nahm Unterricht bei Rudolf Austen, Frank Ruddigkeit, Günter Rechn und Heinz Wodzicka. Von 1959 bis 1962 absolvierte er eine Lehre als Goldschmied und arbeitete bis 1966 in seinem Beruf. Von 1967 bis 1970 studierte er bei Renate Ahrens an der Fachschule für angewandte Kunst Heiligendamm (FSAK) Schmuckgestaltung. Danach war er bis 1980 an der FSAK Fachschullehrer für Schmuckgestaltung. Daneben macht er von 1974 bis 1978 an Hochschule für industrielle Formgestaltung Halle – Burg Giebichenstein in der Fachrichtung Schmuckgestaltung bei Renate Heintze und Dorothea Prühl ein Fernstudium. Ab 1980 arbeitete Schlüter freischaffend als Schmuckgestalter und Maler, bis 1986 in Rostock-Schmarl, dann in Ribnitz-Damgarten-Hirschburg.
Werke Schlüters befinden sich u. a. in der Städtischen Kunstsammlung Ribnitz-Damgarten, im Staatlichen Museum Schwerin und in privaten Sammlungen.

## Mitgliedschaften
- 1974 bis 1990: Verband Bildender Künstler der DDR
- ab 1990: Künstlerbund Mecklenburg und Vorpommern e. V. im BBK

## Rezeption
„in einer Mischung expressiver Form -und Farbkonstruktionen, mit denen er Motiven aus Landschaften und vegetabilen Stillleben nachspürt...mit lockerer Pinselführung und sprühender Intensität der Farben...,Wolfgang Schlüters Schmuckkreationen aus verschiedenen Metallen wie Kupfer, Silber, Feingold werden mit edlen Steinen und Materialien, wie Opalen, Lapislazuli,...Korallenästen zu kleinplastischen Gebilden in einer Art Kollagetechnik kombiniert.“
Klaus Tiedemann, ehemaliger Direktor der Kunsthalle Rostock
„Seine Schmuckstücke sind mit der Bezeichnung Kunst-Objekt gut charakterisiert, setzen sie sich doch aus vielfarbigen, kleinteiligen und verschiedensten, manchmal disparaten Materialien zu einem räumlichen Mini-Gefüge zusammen. … Malerei und Zeichnung entwickelte Wolfgang Schlüter zeit seines Lebens parallel. Die Gouachen in der zweiten Lebenshälfte Wolfgang Schlüters finden ebenfalls wie die Schmuckarbeiten zu sehr farbstarker, expressiver Ausdrucksform.“

## Werke (Auswahl)

### Malerei
- Vor der Ostsee (1974, Mischtechnik auf Leinwand; auf der VIII. Kunstausstellung der DDR)[5]
- Steinstrand in Heiligendamm (1975, Tempera und Öl auf Leinwand, 50 × 65 cm; auf der VIII. Kunstausstellung der DDR)[6]
- Strand vor dem Gewitter / Ostsee (1976, Tempera auf Leinwand; auf der VIII. Kunstausstellung der DDR)[7]
- Komposition grün/blau (1992, Acrylfarbe mit blauen Pigmenten, Kunstsammlung der Stadt Ribnitz-Damgarten)[8]
- Blumen in blau weißer Vase (1996, Aquarell, Kunstkollektion der Galerie Maonki)[9]
- Boddenlandschaft (2001, Aquarell, Kunstsammlung der Stadt Ribnitz-Damgarten)[10]
- Haus in Ahrenshoop (2005, Gouache, Kunstsammlung der Stadt Ribnitz-Damgarten)[11][12]
- Hochsommer (2003, Gouache, Kunstsammlung der Stadt Ribnitz-Damgarten)[13]
- Ohne Titel, Blumen in Vase (2003, Aquarell, Kunstsammlung der Stadt Ribnitz-Damgarten)[14]
- Türkischer Mohn (2003, Aquarell, Kunstsammlung der Stadt Ribnitz-Damgarten)[15]
- Windflüchter, roter Stamm (2006, Gouache, Kunstsammlung der Stadt Ribnitz-Damgarten)[16]
- Kapuzinerkresse im Glas (2008, Gouache, Kunstsammlung der Stadt Ribnitz-Damgarten)[17]
- Strauß mit Kapuzinerkresse (2012, Gouache, Kunstsammlung der Stadt Ribnitz-Damgarten)[18]
- Katze (2015, Aquarell, Kunstkollektion der Galerie Maonki)[19]

### Schmuck
- Brosche (2017, Silber, Kupfer, Feingold, Korallen und Türkise)[20]

## Ausstellungen (unvollständig)

### Einzelausstellungen
- 1998: Rostock, Schifffahrtsmuseum (mit Gudrun Arnold und Rudolf Austen)

- 2017: Ahrenshoop, Galerie im Dornenhaus (Malerei)[21]
- 2012: Rostock, Galerie Klosterformat (Malerei und Schmuck)
- 2009: Teterow, Galerie Teterow
- 2007: Schwerin, Galerie am Dom[22]
- 2005: Stralsund, Hanse-Galerie (Malerei und Schmuck)
- 2003: Lübeck, Galerie Stilhaus (Malerei)

#### Postum
- 2023: Bad Doberan, Retrospective (Malerei und Schmuck)
- 2022: Rostock: Galerie Goldwerk Gruppenausstellung (Malerei und Schmuck)
- 2022: Ahrenshoop, Galerie im Dornenhaus (Malerei und Schmuck)
- 2022: Ribnitz-Damgarten, Galerie im Kloster (– in Gedenken – zum 80. Malerei und Schmuck)[23]
- 2021: Ribnitz-Damgarten, Freilichtmuseum Klockenhagen (Malerei und Schmuck)
- 2021: Hirschburg, Black Box Galerie („Entdeckungen“; Malerei, Zeichnungen, Schmuckentwürfe)

### Teilnahme an Ausstellungen
- 1976: Berlin, Ausstellungszentrum am Fernsehturm („Junge Künstler der DDR“)
- 1977: Jablonec, Internationale Bijouterie-Ausstellung
- 1977/1978, 1982/1983 und 1987/1988. Dresden, VIII. bis X. Kunstausstellung der DDR
- 1978: Erfurt, iga-Park (Quadriennale des Kunsthandwerks der sozialistischen Länder)
- 1979 und 1984: Rostock, Bezirkskunstausstellungen
- 1984: Erfurt, Galerie am Fischmarkt („Schmuck und Glas“)
- 1986/1987: Halle/Saale, Staatliche Galerie Moritzburg („Metallgestaltung in der DDR“)